# マインハウゼン
マインハウゼン (ドイツ語: Mainhausen) は、ドイツ連邦共和国ヘッセン州オッフェンバッハ郡の町村（以下、本項では便宜上「町」と記述する）である。

## 地理

### 位置
マインハウゼンはオッフェンバッハ郡を構成する13市町村のうちの一つで、ヘッセン州南部に位置し、バイエルン州と境を接する。この町はライン＝マイン地区の東辺縁部のマイン川沿いにあり、フランクフルト大都市圏の南東部にあたる。

### 隣接する市町村
マインハウゼンは、西と北はゼーリゲンシュタット（オッフェンバッハ郡）、東はカールシュタイン・アム・マイン、クラインオストハイムおよびシュトックシュタット・アム・マイン（以上アシャッフェンブルク郡）、南はバーベンハウゼン（ダルムシュタット＝ディーブルク郡）と境を接する。

### 自治体の構成
マインハウゼンは、1977年1月1日に法令に従って、それまで独立した自治体であったマインフリンゲンとツェルハウゼンが町区として合併して成立した。この町は、オッフェンバッハ郡で最も小さな市町村である。

## 歴史
中世、マインフリンゲンの近くにハーナウ家レーエンの騎士領として Hausen（または Husen）という村があったことが、1357年に記録されている。ホイザー城は、10世紀から11世紀に丘陵に建設された塔を持つ城であるが、建設者は解っていない。

## 行政

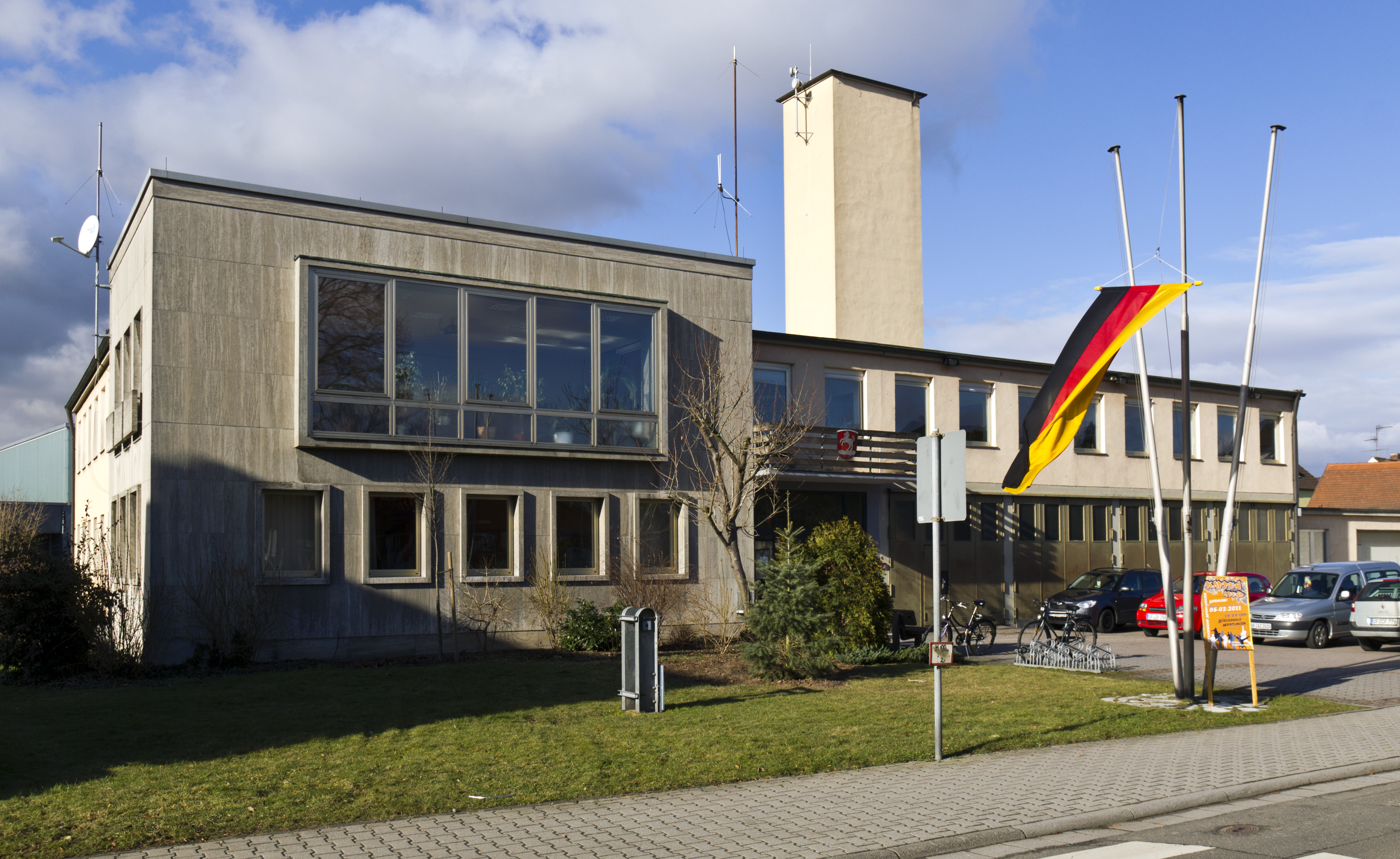
マインフリンゲン地区にある町役場

### 議会
マインハウゼンの町議会は、27議席からなる。

### 首長
フランク・ジーモン (SPD) は、2020年12月8日から町長を務めている。彼は2020年11月1日の選挙で 60 % の票を獲得して新たな市長に選出された。彼の前任者のルート・ディッサー (SPD) は2004年2月1日から町長を務めていた
。

### 姉妹自治体
- ペルス（オーストリア、シュタイアーマルク州）
- シュヴァーシュテット（ドイツ、テューリンゲン州）

## 経済と社会資本

### 交通
オーデンヴァルト鉄道にはマインハウゼン町内ツェルハウゼン地区に駅があり、ハーナウ、フランクフルト・アム・マイン、グロース＝ウムシュタットのヴィーベルスバッハ（ここでエアバッハ方面およびエーバーバッハ方面に接続する）方面への列車が発着する。

## 引用
1. ↑  Hessisches Statistisches Landesamt: Bevölkerung in Hessen am 31.12.2023 (Landkreise, kreisfreie Städte und Gemeinden, Einwohnerzahlen auf Grundlage des Zensus 2011)]
2. ↑  Gesetz zur Neugliederung des Landkreises Offenbach vom 26. Juni 1974 In: GVBl.I 1974/22
3. ↑  2011年3月27日の町議会議員選挙結果、ヘッセン州統計局（2013年1月12日 閲覧）
4. ↑  Oliver Signus (2020年12月9日). “Frank Simon als neuer Bürgermeister für Mainhausen vereidigt”. op-online 2021年8月12日閲覧。
5. ↑  “Ergebnisse Bürgermeisterwahl Mainhausen”. hessenschau.de. (2020年10月29日) 2021年8月12日閲覧。
6. ↑  “Direktwahlen in Mainhausen”. 2021年8月12日閲覧。